# Савич, Игор (футболист, 2000)
И́гор Са́вич (босн. Igor Savić; род. 8 октября 2000, Требине, Республика Сербская) — боснийский футболист, полузащитник клуба «Зриньски».

## Клубная карьера
Воспитанник клуба «Зриньски».
7 апреля 2019 года дебютировал в чемпионате Боснии и Герцеговины, в матче против клуба «Крупа».
Сезон 2019/20 провёл на правах аренды в клубе ГОШК. По окончании сезона перешёл в клуб на правах свободного агента.
Летом 2021 года вернулся в «Зриньски».
8 сентября 2022 года пополнил состав московского «Торпедо».

## Карьера в сборной
В период с 2016 по 2018 годы выступал за юношеские Боснии и Герцеговины. С 2021 года выступает за молодёжную сборную.
19 декабря 2021 года дебютировал за главную сборную Боснии и Герцеговины, в матче против сборной США.

## Статистика выступлений

### Клубная
| Выступление      | Выступление         | Выступление      | Лига | Лига | Кубки | Кубки | Еврокубки | Еврокубки | Итого | Итого |
| Клуб             | Лига                | Сезон            | Игры | Голы | Игры  | Голы  | Игры      | Голы      | Игры  | Голы  |
| ---------------- | ------------------- | ---------------- | ---- | ---- | ----- | ----- | --------- | --------- | ----- | ----- |
| Зриньски         | ПЛБГ                | 2018/19          | 2    | 0    | 0     | 0     | 0         | 0         | 2     | 0     |
| Зриньски         | Итого               | Итого            | 2    | 0    | 0     | 0     | 0         | 0         | 2     | 0     |
| → ГОШК           | Первая лига         | 2019/20          | 15   | 3    | 4     | 0     | —         | —         | 19    | 3     |
| → ГОШК           | Итого               | Итого            | 15   | 3    | 4     | 0     | —         | —         | 19    | 3     |
| ГОШК             | Первая лига         | 2020/21          | 27   | 5    | 1     | 0     | —         | —         | 28    | 5     |
| ГОШК             | Итого               | Итого            | 27   | 5    | 1     | 0     | —         | —         | 28    | 5     |
| Зриньски         | ПЛБГ                | 2021/22          | 32   | 4    | 2     | 0     | —         | —         | 34    | 4     |
| Зриньски         | ПЛБГ                | 2022/23          | 4    | 2    | 0     | 0     | 6         | 1         | 10    | 3     |
| Зриньски         | Итого               | Итого            | 36   | 6    | 2     | 0     | 6         | 1         | 44    | 7     |
| Торпедо (Москва) | РПЛ                 | 2022/23          | 15   | 0    | 4     | 0     | —         | —         | 19    | 0     |
| Торпедо (Москва) | Итого               | Итого            | 15   | 0    | 4     | 0     | —         | —         | 19    | 0     |
| Зюлте-Варегем    | Челленджер Про Лига | 2023/24          | 6    | 0    | 1     | 0     | —         | —         | 7     | 0     |
| Зюлте-Варегем    | Итого               | Итого            | 6    | 0    | 1     | 0     | —         | —         | 7     | 0     |
| Зриньски         | ПЛБГ                | 2023/24          | 11   | 0    | 4     | 1     | 0         | 0         | 15    | 1     |
| Зриньски         | ПЛБГ                | 2024/25          | 24   | 1    | 5     | 0     | 4         | 0         | 33    | 1     |
| Зриньски         | ПЛБГ                | 2025/26          | 1    | 0    | 0     | 0     | 6         | 0         | 7     | 0     |
| Зриньски         | Итого               | Итого            | 36   | 1    | 9     | 1     | 10        | 0         | 55    | 2     |
| Всего за карьеру | Всего за карьеру    | Всего за карьеру | 137  | 15   | 21    | 1     | 16        | 1         | 174   | 17    |

### Матчи за сборную
| Матчи Савича за сборную Боснии и Герцеговины | Матчи Савича за сборную Боснии и Герцеговины | Матчи Савича за сборную Боснии и Герцеговины | Матчи Савича за сборную Боснии и Герцеговины | Матчи Савича за сборную Боснии и Герцеговины | Матчи Савича за сборную Боснии и Герцеговины |
| №                                            | Дата                                         | Оппонент                                     | Счёт                                         | Голы                                         | Соревнование                                 |
| -------------------------------------------- | -------------------------------------------- | -------------------------------------------- | -------------------------------------------- | -------------------------------------------- | -------------------------------------------- |
| 1                                            | 19 декабря 2021                              | США                                          | 1:0                                          | —                                            | Товарищеский матч                            |

Итого: 1 матч / 0 голов; 0 побед, 0 ничьих, 1 поражение.

## Достижения
«Зриньски»
- Чемпион Боснии и Герцеговины (2): 2021/22, 2024/25[англ.]
- Серебряный призёр чемпионата Боснии и Герцеговины (2): 2018/19, 2023/24[англ.]
- Обладатель Кубка Боснии и Герцеговины: 2023/24[англ.]
- Обладатель Суперкубка Боснии и Герцеговины: 2024[англ.]
- Итого : 4 трофея